# نبيل إسماعيل إبراهيم

## ملخص
نبيل إسماعيل إبراهيم الربيعي البلداوي وهو سياسي عراقي انتخب نائبا لرئيس مجلس محافظة صلاح الدين عام 2005 ثم شغل منصب عضو في مجلس النواب العراقي عن الائتلاف العراقي الموحد في كتلة شهيد المحراب حتى نهاية الدورة البرلمانية في عام 2010، وكان فيها عضوا في اللجنة المالية بعدها شغل مساعدا لسماحة السيد عمار الحكيم ومسؤول تنظيمات المجلس الأعلى في العراق حتى وافاه الاجل في 10 نيسان 2014 في حادث سير على طريق البصرة الدولي أثناء ذهابه الى محافظة البصرة لإكمال الأعمال التنظيمية.

## حياته
ولد نبيل إسماعيل إبراهيم البلداوي في مدينة بلد في 1 تموز 1957 وعاش حياته فيها، وكان والده من وجهاء المدينة. بعد تخرجه من الدراسة الاعدادية درس في معهد الطيران المدني في الجامعة التكلونجيا في بغداد وتخرج منها وحصل على شهادة القانون من جامعة تكريت بعد ذلك وعمل كاسبا ولغاية سقوط صدام حسين (2003) بعد ذلك انخرط بالعمل السياسي ضمن صفوف المجلس الاعلى الاسلامي العراقي وشارك بأنشطة سياسية كثيرة بعد ذلك تم رشح لعضوية مجلس محافظة صلاح الدين سنة 2005.

## عملة السياسي
بعد سقوط نظام البعث في عام 2003 انخرط نبيل إسماعيل إبراهيم في الحياة السياسية ورشح نفسه لعضوية مجلس محافظة صلاح الدين وفاز بها بأعلى الأصوات ليكون رئيس الكتلة الشيعية في المجلس بعد فوز 14 شخص شيعي في عضوية مجلس المحافظة وفاز البلداوي بمنصب نائب رئيس مجلس المحافظة وترأس لجنة تنمية الأقاليم التي كانت مسؤولة عن المشاريع الحكومية في المحافظة بعد ذلك رشح لعضوية مجلس النواب في سنة 2008 بدلا عن نائب آخر وأصبح عضوا في اللجنة المالية ولم يرشح نفسه للدورة الثانية ليتفرغ لعمله في المجلس الأعلى الاسلامي العراقي بقيادة عمار الحكيم التي بداها بتراسه لجنة موظفين الدولة داخل المجلس بعد ذلك دخل في تنظيمات المجلس وأصبح رئيس تنظيمات المجلس الأعلى الاسلامي في العراق وبقي في مناصبه حتى وفاته في عام 2014.

## محاولات اغتياله
تعرض النائب نبيل اسماعيل البلداوي الى 3 محاولات اغتيال في مسيرته السياسية، نجا من محاولتي اغتيال كانت عن طريق عبوة ناسفة دمرت العجلة التي كانت تسبقه والتي تعرضت الى التحطم بالإضافة الى تعرض مكتبه الخاص في مجلس المحافظة إلى إطلاق ناري عن طريق القناص.

## وفاته
توفي نبيل إسماعيل في طريق البصرة الدولي في 10 نيسان 2014 بحادث سير عن طريق انقلاب سيارته التي كانت تنقله وادى إلى وفاته ووفاة السائق الخاص به ونجاة المرافق ودفن في بمقبرة وادي السلام في النجف بتشييع حضره قيادات المجلس الأعلى الاسلامي وأقيم مجلس العزاء في 7 محافظات في العراق.